# Theo Ratliff
Theophalus Curtis Ratliff (* 17. April 1973 in Demopolis, Alabama) ist ein ehemaliger US-amerikanischer Basketballspieler. Er spielte vornehmlich auf der Position eines Centers und war vor allem für seine Stärke in der Verteidigung bekannt.

## Karriere
Nachdem Ratliff in seinem Geburtsort Demopolis die dortige Highschool besucht hatte, verbrachte er seine Collegezeit an der University of Wyoming. Von dort aus wechselte er 1995 in die NBA, wo er im Draft an 18. Stelle von den Detroit Pistons ausgewählt wurde.
In Detroit spielte er 2½ Jahre, doch Ratliff schaffte es nie, bei den Pistons über die Rolle eines Bankspielers hinwegzukommen. Er wurde während der Saison 1997/98 zu den Philadelphia 76ers transferiert, wo er seine sportlich erfolgreichste Zeit erlebte.
Er war 1999 Mitglied des All-Defensive Second Team und schaffte es, zum Starter des NBA All-Star Game 2001 gewählt zu werden. Auch mit seiner Mannschaft war er erfolgreich und zog angeführt vom Most Valuable Player (wertvollsten Spieler) der Saison, Allen Iverson, in die NBA Finals ein. Dort unterlag man jedoch ohne Ratliff, der verletzt war, den Los Angeles Lakers in 1:4 Spielen.
Nach der Saison wurde er im Austausch für Dikembe Mutombo zu den Atlanta Hawks transferiert. Während er im ersten Jahr weiterhin mit Verletzungen zu kämpfen hatte, schaffte er es, sich anschließend in der Starting Five zu etablieren. Dabei führte er in der Saison 2003/04 die Liga in Blocks an und wurde erneut ins All-Defensive Second Team gewählt. Nach dieser Saison entschloss sich Ratliff erneut zu wechseln und unterschrieb für drei Jahre bei den Portland Trail Blazers. Dort konnte er jedoch nicht an die Leistungen der vergangenen Jahre anknüpfen, was auch mit vielen Verletzungen zu tun hatte, und verlor bald seinen Platz in der Startformation.
Nach drei Jahren in Portland, in denen kein Play-off-Einzug glückte, wechselte er öfters das Team, sodass er zwischen 2007 und 2010 für Boston, Minnesota, San Antonio sowie Charlotte auflief.
Auch die zwischenzeitliche Rückkehr zu seinem ersten Verein, den Detroit Pistons, half nicht, ihn zu seiner erwarteten Rolle im Team zu bringen. Der kurz darauf folgende erneute Wechsel nach Philadelphia brachte ebenso keine dauerhafte Verbesserung. Obwohl er mit 46 Spielen die meisten Partien während dieser Phase häufiger Vereinswechsel bestritt, wurde er nur von der Bank eingesetzt und kam lediglich auf 1,9 Punkte pro Spiel. Am Ende unterschrieb er nach sieben Stationen in vier Jahren am 22. Juli 2010 einen Einjahresvertrag bei den Los Angeles Lakers, wo er während der Saison 2010/11 in 10 Spielen zum Einsatz kam. Nach der Saison beendete er seine Karriere.

## Erfolge und Auszeichnungen
- 2× NBA All-Star: 2001
- 2× NBA All-Defensive Second Team: 1999, 2004
- 3× Bester Shotblocker der NBA: 2001, 2003, 2004